# Mura Péter
Mura Péter (Budapest, 1924. június 21. – Budapest, 2009. december 28.) Liszt Ferenc-díjas karmester, érdemes művész.

## Élete
Tanulmányait 1933 és 1945 között végezte a budapesti Liszt Ferenc Zeneművészeti Főiskola zongora szakán, majd 1943–1944-ben a Nemzeti Zenedében tanult. Mestere Kadosa Pál és Ferencsik János volt.
1942-től 1944-ig az OMIKE művészakció operakorrepetitoraként tevékenykedett. Az egyesület a Pesti Izraelita Hitközség Wesselényi utcai Goldmark-termében rendszeres színházi és operaelőadásokra kapott engedélyt. Itt neves színészek és olyan kiváló operaénekesek léphettek színre a német megszállásig, mint Relle Gabriella, Ernster Dezső vagy Ney Dávid.
1945 és 1950 között a Magyar Állami Operaház korrepetitora volt. 1950-től 1953-ig a Gördülő Opera zenei vezetője, majd 1953 és 1957 között a Miskolci Nemzeti Színház zeneigazgatója, ahol ő szervezte meg az operatársulatot.
1957–1958-ban a Varsói Állami Opera karmestere, 1958-tól 1961-ig a bytomi Sziléziai Állami Opera karmestere és a Katowicei Zeneakadémia tanára. 1961-ben a Miskolci Szimfonikus Zenekar alapítója, 1984-ig igazgató karmestere, 1984 és 1987 között az Operaház karmestere, 1986-tól a Zeneakadémia tanára.
Utolsó munkája a Liszt Ferenc Zeneművészeti Egyetem operaszakos növendékeinek vizsgaelőadása, Giuseppe Gazzaniga Don Giovannijának, egy operaritkaságnak a fordítása volt. Az előadást 2009. december 19-én tartották.

## Elismerései
- Liszt Ferenc-díj (1966)
- SZOT-díj (1971)
- Érdemes művész (1972)